# Cammy
Cammy White (キャミィ・ホワイト?, Kyamī Howaito) alias Killer Bee, è un personaggio immaginario della serie di videogiochi Street Fighter di Capcom, la sua prima apparizione avviene nel 1993 con il videogioco Super Street Fighter II - The New Challengers, pubblicato per diverse console e arcade CPS-2. Insieme a Chun-Li è la lottatrice più ricorrente nella serie.

## Storia
La sua infanzia è sconosciuta; In origine fu una delle Shadaloo Dolls (gruppo di ragazze, assassine e guardie del corpo di M. Bison, potenziate con lo Psycho Drive e sotto il suo controllo per mezzo del lavaggio del cervello), il suo nome in codice era Killer Bee, in inglese "ape assassina".
Inviata per uccidere Dhalsim, quest'ultimo grazie ai poteri dello Yoga la aiutò a capire di essere manipolata psichicamente: così la ragazza decise di ribellarsi e abbandonare l'organizzazione Shadaloo. Lottando poi contro M. Bison, durante lo scontro l'uomo le rivelò che il suo corpo era destinato a sostituire il suo in caso di morte, trasferendo la sua mente e anima in esso. Cercò anche di salvare il resto delle Dolls dalla loro prigionia, ma non ebbe successo con tutte.
In seguito divenne un'agente della squadra speciale del governo britannico Delta Red, diventando così amica di Chun-Li e del colonnello Guile.

## Aspetto
Cammy ha una carnagione chiara, occhi azzurri, capelli lunghi biondi legati in due trecce simmetriche con qualche ciuffo sulla fronte e una cicatrice sul viso a sinistra. È alta 152 cm e pesa 61 kg.
Nella serie prequel, Alpha è vestita con un completo di colore celeste tipico delle Shadaloo Dolls, con cappellino aeronautico da hostess e gambe ed inguine scoperti. In Super Street Fighter II e successivi, indossa un body verde militare, un basco militare rosso, entrambi con affisso l'emblema triangolare della Delta Red, le braccia e le gambe ed inguine sono scoperti, ma indossa dei lunghi guanti fino al gomito che fungono da paracolpi, insieme a degli stivali militari. Non è chiaro se si tinge le gambe con strisce verdi o indossa dei collant prestampati.
La cicatrice sul viso potrebbe essere stata causata da M. Bison, anche se, in SSFII, viene rivelato che è stata causata da un incidente, per il quale ha perso anche la memoria ed è entrata nelle file della Delta Red dopo che era stata trovata priva di sensi di fronte alla loro accademia.
In Street Fighter IV è disponibile l'uniforme di M. Bison, una versione What IF che mostra cosa sarebbe successo se M. Bison avesse preso il suo corpo come era stato pianificato in passato; in Street Fighter V sono invece disponibili diverse revisioni classiche: Nostalgia, Cannon Spike, Dolls, Killer Bee e i costumi di Jill Valentine, Blair Dame dalla serie EX e Fiona Belli di Haunting Ground.

## Videogiochi
Segue l'elenco di videogiochi dove Cammy è una lottatrice giocabile:
Serie principale
- Street Fighter Alpha 2 Gold★
- Street Fighter Alpha 3
- Super Street Fighter II - The New Challengers
- Super Street Fighter II Turbo: HD Remix
- Ultra Street Fighter II: The Final Challengers
- Street Fighter IV
- Street Fighter V
- Street Fighter 6

Altri, crossover
- Cannon Spike
- Capcom vs. SNK
- Capcom vs. SNK 2
- Marvel vs. Capcom 2: New Age of Heroes
- Power Rangers: Legacy Wars
- Street Fighter × BloodBrothers2
- Street Fighter × Shadowverse CCG
- Street Fighter × Tekken
- Street Fighter: The Movie
- X-Men vs. Street Fighter

In Final Fight: Streetwise, Cammy White è un boss da sconfiggere nel dojo di Guy.
★Cammy è selezionabile nell'arcade mode solo nella versione inclusa in Street Fighter Alpha Anthology.

## Cinema
Street Fighter - Sfida finale (1994), nel film Cammy W. è interpretata dalla cantante/attrice Kylie Minogue ed è alleata assieme a Guile nella lotta contro M. Bison.

## Altri media
Cammy è presente in diversi fumetti e anime della serie, tra cui Cammy Gaiden del 1994, un unico volume disegnato e sceneggiato da Masahiko Nakahira.

## Abilità

### Mosse Speciali
- Spiral Arrow (Cannon Drill nella versione americana ed europea del gioco): è la mossa centrale di Cammy.

Praticamente si solleva leggermente da terra fino a creare un vortice umano colpendo con le gambe unite (similmente allo Psycho Crusher di Bison)
- Cannon Spike (Thrust Kick nella versione americana ed europea del gioco): è come lo Shoryuken di Ryu e Ken, solo che colpisce con una gamba dritta.
- Spinning Knuckle: Cammy ruota su sé stessa e colpisce con un pugno allo stomaco dell'avversario; una mossa utile per schivare attacchi a proiettile.
- Hooligan Combination (presente nella serie Alpha e in Super Street Fighter II Turbo): Cammy si appallottola e vola verso l'avversario.

Se si preme Avanti + Pugno la mossa finisce con un Frankensteiner altrimenti colpisce alle gambe dell'avversario.

### Super Mosse
- Spin Drive Smasher: praticamente un potente Spiral Arrow seguito da un altrettanto potente Cannon Spike. (in Alpha 2, Alpha 3, serie Versus e in Super Street Fighter II Turbo)
- Reverse Shaft Breaker: un potente Spiral Arrow in orizzontale multi-hit. (SF Alpha 3)
- Killer Bee Assault: Cammy vola di muro in muro colpendo ripetutamente l'avversario con una variante del Cannon Spike e finisce con un Frankensteiner. (SF Alpha 3 e nelle serie Versus)
- Call M.Bison (solo in Street Fighter Alpha 2 Gold): Cammy fa un saluto militare dicendo "Yes,Sir" ed appare M.Bison che effettua uno Psyco Crusher.
- Gyro Drive Smasher: quasi identica alla Spin Drive Smasher solo che con questa tecnica manda l'avversario in'aria per poi raggiungerlo in salto e infine lo stampa al suolo strangolandolo.
- CQC (Cammy's Quick Combination): Questa mossa è un contrattacco nonché una delle più micidiali, se Cammy viene attaccata dall'avversario con un pugno o un calcio quando si mette in posizione per contrattaccare, lei salterà sulle sue spalle bloccandogli la testa con le gambe per poi spezzarli il collo, poi lo fa cadere a terra per effettuare una leva al braccio spezzandoglielo e per completare il tutto lo spinge attorno a sé per poi spezzargli nuovamente il collo ma con più brutalità. Quando Cammy effettua questa mossa, nel momento in cui spezza/torce gli arti all'avversario lo schermo diventa negativo (con i colori invertiti), questo chiaramente è dovuto alla brutalità e al dolore patito dall'avversario. Quando Cammy effettua la posizione di contrattacco la tecnica non funzionerà se viene colpita da attacchi come le fireball o colpi caricati.

## Frasi celebri
- Danni lievi... Errore di memoria! Cosa ci faccio qui...?" (S.F. Alpha 3)
- Conserverò i tuoi denti in ricordo di questa vittoria... (Super Street Fighter II)
- Sono brava nel mio lavoro, e il signor Dow Lai se ne accorgerà presto.... (Street Fighter II V)
- Non puoi aspettarti di sorprendere un agente Delta Red con mosse del genere. (Street Fighter IV)

## Accoglienza
In retrospettiva, la rivista Famitsū ha classificato Cammy come la trentesima eroina più famosa dei videogiochi degli anni '90.